# 勝蓮寺 (上越市)
勝蓮寺（しょうれんじ）は、新潟県上越市にある浄土真宗本願寺派（西本願寺末）の寺院。山号は越水山。

## 由緒略伝
人皇八十二代後鳥羽天皇第二皇子但馬ノ宮雅成親王隠遁し親鸞聖人の弟善性の二男善俊（或いは弟とも伝う嘉念坊と称す）は飛騨国古河に住し後同国白川の郷鳩飼村に移り一宇を建立す（時、弘長二年と伝う）。これ照蓮寺の開闢なり。第八世明誓に二子あり。教信、明教えこれなり。長子教信桑門（寺）に生れ乍ら時代風習に憧れ弓馬の道を好み合戦計略の事にのみ没頭す。父明誓深くこれを悲しみ屡々これを誡めしも聞かず、遂に還俗して三嶋将監教信と名乗り飯嶋に兵馬の道場を造る。爰に同国白川郷牧戸の城主（白川郷保木脇の城主）内嶋将監為之あり。三嶋将監の挙動を大いに憤り飯嶋道場を襲撃す（長亨二年戊申七月十八日）。教信敗走して行方不明となる。（教信後年）発心して善心と称し越中水橋に草案を結ぶ）　弟明教此の時山中にて自刄す。
明教の室その子亀寿丸（後の明心）は従者市村太郎右衛門と乳母や家臣と共に北国加賀へ落ち行く途中、内嶋（内ケ島）の追手迫り来りて川を隔てて大声に
て『其の子正しく照蓮寺の枝葉ならん男の子なら渡せ渡せ』と叫ぶ。その時乳母対岸から、亀寿丸を高々と抱き上げ肛門の方へ男根を引き隠し前をまくり「女児なり、女子なり」と偽り呼ばわれば追手の者ども「仔細なし」とて引き返せり。それより加賀へ落ち行き間もなく明教の忘れ形見胎内にありけるが生れ二児を養育す。これ明心（亀寿丸）明賢（胎内にありける児）。其の後実如上人（本願寺第九世）の伸言により城主内嶋と和睦なり内嶋将監の娘可美を室として迎え、白川の郷に還住し照蓮寺を再建す。弟明賢は是れより名を清順と改む。（直江津福永古文書に誓順とあるが誓は清の誤りならん）
天正元年織田信長越前朝倉氏を政略の際一向一揆を掃討することあり其の際水橋照蓮寺は上杉氏の本陣になる。後日上杉氏と共に直江津中嶋に移り照蓮寺を建て照の字を勝に改めて「勝蓮寺」と称す。
これ現在の基なり。なお、水橋より直江津へ移転の後水橋に寺なきため水橋の頭人『久呂久左エ門』直江津に来り郷里に再び帰らんことを懇請するも事情これを許さず、娘に門徒同行を随行として水橋へ遣わし照蓮寺を再建せしむ。
現在の水橋の照蓮寺はこれなり。
現在の飛騨の高山の照蓮寺は元禄十五年故あって東本願寺へ指上げ（差上）御掛所（別院）となりて現存す。
なお、加賀より越中、越中より越後へ転住の折常に随行せる門徒に金勝家・勝島家あり、屋号を加賀屋と称し墓標又は過去帳に記名しその枝葉十数軒当地に存す。又直江津より水橋へ娘を帰住せしめし時、同伴せる門徒は直江の姓を名乗り、今尚水橋に七十八軒現存す。

## 山号由緒
- 越水山と称す山号の由緒は越中水橋の越と水の二字をとりてつけしものなり。

## 参考資料
- 「勝蓮寺由緒」越水山古河園　勝蓮寺第二十四世住職　古河玄幽（昭和四十九年十月再版）

### 文献資料
- 飛騨真宗史、飛騨高山照蓮寺岷江記、濫觴記、高田浄興寺系譜、善俊光正録、越中水橋照蓮寺過去帳、越中水橋伝記